# Đệ Nhị Đế quốc Bulgaria
Đệ Nhị Đế quốc Bulgaria (tiếng Bulgaria trung cổ: Ц(а)рьство бл(ъ)гарское; tiếng Bulgaria hiện đại: Второ българско царство, đã Latinh hoá: Vtoro Balgarsko Tsarstvo) là thời kỳ lịch sử của Bulgaria kéo dài từ năm 1185 đến 1396. Đây là nhà nước kế thừa Đế quốc Bulgaria thứ nhất, nhà nước này đạt đến đỉnh cao sức mạnh dưới sự trị vì của các vị vua Kaloyan và Ivan Asen II, trước khi từng bước bị chinh phục bởi đế quốc Ottoman vào khoảng cuối thế kỷ 14 và đầu thế kỷ 15. Sau đó được kế tục bởi Công quốc vào năm 1878 và tiếp nối sau đó là Vương quốc Bulgaria năm 1908.
Cho đến năm 1256, Đế chế Bulgaria thứ hai có phạm vi quyền lực thống trị hầu hết vùng Balkan, họ đã đánh bại Đế quốc Byzantine trong nhiều trận đánh lớn. Năm 1205, Hoàng đế Kaloyan đánh bại Đế quốc Latin- đế quốc vừa mới thành lập trong trận Adrianople. Người cháu trai của ông là Ivan Asen II đã đánh bại Despotate của Epiros và đưa Bulgaria trở lại là một cường quốc trong khu vực Balkan một lần nữa. Trong triều đại của Ivan Asen II, lãnh thổ Bulgaria mở rộng từ biển Adriatic đến Biển Đen, và nền kinh tế phát triển mạnh mẽ. Tuy nhiên, vào cuối thế kỷ 13, đế quốc Bulgaria đã phải chống chọi liên tục các cuộc xâm lược từ Mông Cổ, Byzantine, Hungary và Serbia, cũng như phải đối mặt với tình trạng bất ổn nội bộ và sự bùng nổ các cuộc nổi dậy. Thế kỷ 14 đế quốc hồi phục và trải qua ổn định tạm thời, nhưng sau thời kỳ đỉnh cao của chế độ phong kiến Bulgaria, từ vị thế thống trị họ dần dần mất đi quyền lực ở nhiều vùng Balkan. Bulgaria phân chia thành ba phần lãnh thổ chính trị vào đêm trước cuộc xâm lược của quân đội đế quốc Ottoman.
Mặc dù chịu ảnh hưởng mạnh mẽ của văn hóa Byzantine, các nghệ sĩ và kiến trúc sư Bulgari đã tạo ra một phong cách riêng biệt của họ. Vào thế kỷ 14, trong giai đoạn lịch sử được gọi là thời kỳ hoàng kim thứ hai của nền văn hóa Bulgaria, văn học và nghệ thuật trở nên phát triển mạnh mẽ. Thủ đô Tarnovo được xem là một "Tân Constantinople", là trung tâm văn hóa chính của đất nước và là trung tâm của Thế giới Chính thống giáo Đông phương của người Bulgaria đương thời. Sau khi bị đế quốc Ottoman chinh phục, nhiều giáo sĩ và học giả Bulgaria đã di cư sang Serbia, Wallachia, Moldavia và các vùng lãnh thổ của Rus Kiev cũ, nơi họ truyền bá văn hóa, sách và những ý tưởng độc đáo của Bulgari.